# ساخاروف ۱۹۷۹
سیارک ۱۹۷۹ (به انگلیسی: 1979 Sakharov، نامگذاری:2006P-L) هزار و نهصد و هفتاد و نهمین سیارک کشف شده‌است که در ۲۴ سپتامبر ۱۹۶۰ کشف شد.
قدر مطلق سیارک برابر ۱۳٫۵۰ است.